# Hawaiian Airlines
Hawaiian Airlines er Hawaiis flag carrier og det største flyselskab i staten. Selskabet har hovedkvarter i Honolulu. Hawaiian Airlines har baser i Honolulu International Airport og i Kahului Lufthavn på øen Maui.